# Rainberg (Salzburg)
Der Rainberg ist der kleinste der Salzburger Stadtberge, inmitten des früher namensgebenden Stadtteiles Riedenburg. Er wird teilweise als Ausläufer des Mönchsberges betrachtet und ist an der höchsten Stelle 510 m ü. A. hoch. Er besteht wie der Mönchsberg wesentlich aus Konglomerat (Nagelfluh), einem mit Kalkmörtel verfestigten Flussschotter, der hier als Flussdelta in der letzten Zwischeneiszeit abgelagert worden war.

## Geschichte
Der Rainberg war schon in der ältesten Jungsteinzeit besiedelt. Die Siedlungstätigkeit dauerte in der Folge über 5000 Jahre (während der Kupfer-, der Bronze-, der Eisen-, der Hallstatt- und der Latène-Zeit) an, bis um 15. v. Chr. die Römer unter Kaiser Augustus einmarschierten und die zuletzt hier lebenden keltischen Alaunen in den Raum der heutigen Altstadt umsiedeln mussten.
Die Höhensiedlung, die auf dem Rainberg entdeckt wurde, war der bedeutendste frühgeschichtliche Siedlungsort auf den Salzburger Inselbergen rund um die Altstadt. Die an diesem Ort vorgefundenen archäologischen Funde wurde meist bei Steinbrucharbeiten, kaum aber durch gezielte Grabungen entdeckt. Keramik und Metallobjekte aus der Latènezeit machen einen Hauptanteil aus (Gefäße, Werkzeug, Schmuck, Fibeln, vereinzelt Münzen), eine wissenschaftliche Bearbeitung der Funde ist bis jetzt (2012) noch kaum erfolgt. Das herausragendste Fundstück ist eine Eberstatuette aus Bronze, die aus dem 1. Jahrhundert v. Chr. stammt.
Im Mittelalter und der frühen Neuzeit hieß der Rainberg Hohe Riedenburg, bzw. Riedenburg (Ritinburg „a rupe que Ritinburc appelatur“, 1139), oder auch Ofenlochberg. Im 19. Jahrhundert ging der Name Riedenburg dann – bald zunehmend bebaut – auf den Stadtteil über.
1525 schlagen die aufständischen Bauern bei der Belagerung der Festung Hohensalzburg ihr Lager „auf der hohen Riedenburg“ (also auf dem Rainberg) auf.
1680 pachtet der Hofbeamte Christoph Rein die Hohe Rittenburg. Seither wird der Berg nach diesem Pächter auch Rainberg genannt. Im Rainberg befinden sich mehrere Kavernen, die als Luftschutzbunker angelegt wurden und vereinzelt noch immer in Verwendung sind (Rainbergbergkavernen GesmbH).
Schon seit dem frühen Mittelalter wird der Rainberg als Konglomeratsteinbruch genutzt, verstärkt wurde der Berg um 1680 und wieder nach 1857 abgebaut. 1941/42 wurde der Rainberg als Kulturdenkmal geschützt, seit dieser Zeit ruht der Abbau. Seit etwa 1955 darf der Berg nicht mehr betreten werden. 1868 wurde wegen seiner einzigartigen wärmeliebenden Pflanzen- und Tierwelt der Steppenhang am Rainberg unter Naturschutz gestellt, seit 1986 ist der Wald des Hohen und des Niedrigen Rainbergs als Naturwaldreservat geschützt.
Am südlichen Rand des Rainberges befindet sich anstelle eines früheren Steinbruchgeländes das Akademische Gymnasium Salzburg.

## Naturwaldreservat
Der Rainberg ist als Naturwaldreservat (Nr. 1) wie auch als Geschützter Landschaftsteil (GLT00053/Sbg:19) im Ausmaß von 3,26 ha ausgewiesen (1986).
Dieser unzugängliche Bereich (3,26 ha) um die beiden Gipfel ist auch ein Biogenetisches Reservat. Es handelt sich um einen kollinen Laubmischwald (Höhenbereich hier 440–511), wie er für das Alpenvorland charakteristisch ist.
Insgesamt gehört das Schutzgebiet zum Landschaftsschutzgebiet Mönchsberg–Rainberg (83,84 ha, LSG00042).

## Felsensteppe am Rainberg
Der südseitig gelegene Steppenhang am Rainberg ist wesentlich ein Relikt der nacheiszeitlichen Wärmezeit, als hier ein steppenartig warmes Klima gegeben war. In der ältesten Jungsteinzeit haben erste Siedler den Boden bearbeitet und durch Weideviehhaltung den Weiderasen auch im Raum des Rainberges erhalten. Die stetige Besiedelung am Rainberg dauerte fast 5000 Jahre. Die folgenden 2000 Jahre war der Berg dann weiter extensives Weideland, soweit es nicht kleinräumig als Steinbruch genutzt war. Heute führen Ziegen die jahrtausendealte Pflege des Steppenhanges fort.
Am Steppenhang konnte sich eine bemerkenswerte wärmeliebende Pflanzen- und Tierwelt über Jahrtausende halten: Färber-Ginster, Großer Ehrenpreis, Hügelmeier, Aufrechter Ziest, Österreichische Bergminze, Schillergras, Amethystschwingel, Verschiedenblättriger Schwingel, bleicher Schwingel und andere. Auch seltene Schmetterlinge und Heuschrecken leben hier.
Die Felsensteppe am Rainberg ist ebenfalls als Geschützter Landschaftsteil (GLT00052/Sbg:20). im Ausmaß von 0,4 ha (4000 m²) ausgewiesen (gleichfalls 1986).
Der besonders wertvolle Magerrasen des Rainberges, der auch als Biotop geschützt ist, ist allerdings mehr als doppelt so groß.  Bis 1998 war sie als Naturdenkmal ausgewiesen. Das Naturschutzgesetz 1977 sah aber für derartige Naturräume den Schutz eines Geschützten Landschaftsteiles und nicht eines Naturdenkmales vor. Im Naturdenkmal waren zudem auch größere Waldteile eingeschlossen, wobei sich der Schutzinhalt des Naturdenkmales mit den Schutzzwecken des Naturwaldreservates widersprachen.